# Витошкин, Алексей Дмитриевич
Алексей Дмитриевич Витошкин (30 марта 1898 года, с. Заолешенка, Суджанский уезд, Курская губерния — 20 ноября 1983 года, Москва) — советский военный деятель, генерал-майор (20 декабря 1943 года).

## Начальная биография
Алексей Дмитриевич Витошкин родился 30 марта 1898 года в с. Заолешенка ныне Суджанского района Курской области.
С 1915 года работал конюхом-наездником у купца Н. И. Шустова в Судже.

## Военная служба

### Первая мировая и гражданская войны
В мае 1917 года призван на военную службу и направлен в 18-й запасной пехотный Нежинский полк, дислоцированный в Минске. В ноябре убыл в отпуск на родину, где в том же месяце вступил бойцом в красногвардейский отряд, а в январе 1918 года переведён в конный Суджанский отряд, в составе которого принимал участие в боевых действиях против германских войск в районе Конотопа и белогвардейских частей под командованием генерала П. Н. Краснова у ст. Поворино. В сентябре 1918 года А. Д. Витошкин был ранен, после чего лечился в госпитале и после выздоровления в октябре вступил в партизанский отряд Липихи, который вскоре был включён в 1-й Червонно-казачий полк, в составе которого служил красноармейцем, командиром взвода и старшиной. С октября 1919 года лечился в костромском госпитале и по выздоровлении в ноябре того же года вернулся в прежний полк, в составе которого служил на должностях помощника командира 1-й сотни, командира 2-й сотни и начальника хозяйственной команды полка и принимал участие в боевых действиях против войск под командованием генералов А. И. Деникина и П. Н. Врангеля на Южном фронте, белополяков на Западном фронте, а также в ликвидации вооружённых соединений под руководством Н. И. Махно на территории Киевской губернии.

### Межвоенное время
После окончания боевых действий А. Д. Витошкин продолжил служить в том же полку на должности начальника хозяйственной команды.
В августе 1925 года направлен на учёбу в Крымскую кавалерийскую школу, а затем переведён в Украинскую кавалерийскую школу имени С. М. Будённого в г. Кирово, после окончания которого в сентябре 1927 года направлен в 1-й кавалерийский полк (1-я кавалерийская дивизия), где служил на должностях командира взвода 1-го эскадрона и взвода полковой школы, командира эскадрона и начальника полковой школы, с марта 1932 года — на должности помощника командира по хозяйственной части 2-го кавалерийского полка, а с января 1934 года — на должности начальника военно-хозяйственного снабжения 1-й кавалерийской дивизии.
В марте 1935 года назначен на должность командира 119-го кавалерийского полка в составе 28-й кавалерийской дивизии (Киевский военный округ), преобразованного в марте 1938 года в 153-й кавалерийский полк и переданного в состав 32-й кавалерийской дивизии. В августе 1938 года направлен на учёбу на кавалерийские курсы усовершенствования командного состава РККА в Новочеркасске, после окончания которых в июле 1939 года вернулся на должность командира 153-го кавалерийского полка, после чего принимал участие в походах Красной армии в Западную Украину 1939 года и Бессарабию 1940 года.
1 апреля 1941 года назначен на должность заместителя командира 215-й моторизованной дивизии в составе 22-го механизированного корпуса (5-я армия, Киевский военный округ).

### Великая Отечественная война
С началом войны дивизия вела боевые действия в ходе приграничного сражения на Юго-Западном фронте в районе городов Ровно и Луцк, а затем — в контрударе по направлению на город Дубно и на киевском направлении на позициях Коростеньского укреплённого района и западной окраине Киева.
В сентябре назначен на должность командира 374-й стрелковой дивизии, формировавшейся в Красноярске (Сибирский военный округ). В ноябре дивизия передислоцирована в Вологду и 18 декабря включена в состав Волховского фронта, после чего вела оборонительные боевые действия на рубеже Калемених — Череповец — Кошта по реке Волхов, с начала января 1942 года вела бои в районе Грузино. 21 января дивизия была включена в состав 2-й ударной армии, после чего вела боевые действия в районе населённого пункта Спасская Полисть, а с 8 июня обороняла плацдарм на реке Волхов в районе населённого пункта Мясной Бор с целью выхода из окружения 2-й ударной армии.
9 июля 1942 года полковник А. Д. Витошкин назначен на должность командира 382-й стрелковой дивизии, которая принимала участие в ходе Синявинской наступательной операции, а в октябре — ноябре того же года вела наступательные боевые действия по направлению на Званка — Спасская Полисть — Лядна.
В июле 1943 года направлен на учёбу на ускоренный курс при Высшей военной академии имени К. Е. Ворошилова, после окончания которого в феврале 1944 года назначен на должность командира 44-й запасной стрелковой бригады (Уральский военный округ), преобразованной 4 мая того же года в дивизию.

### Послевоенная карьера
После окончания войны находился на прежней должности.
В октябре 1945 года назначен на должность начальника отдела боевой и физической подготовки Уральского военного округа, в июле 1946 года — на должность командира 4-й отдельной стрелковой бригады, с марта 1947 года — на должность командира 23-й отдельной стрелковой бригады, в мае 1948 года — на должность заместителя командира 36-й отдельной стрелковой бригады, дислоцированной в Кунгуре, а в мае 1949 года — на должность заместителя начальника Управления боевой и физической подготовки Дальневосточного военного округа.
Генерал-майор Алексей Дмитриевич Витошкин 19 ноября 1953 года вышел в запас. Умер 20 ноября 1983 года в Москве и похоронен на Армянском кладбище города.

## Семья
Брат Иван, участвовавший в создании украинских красноказачьих войск.
Сыновья Анатолий (род. 1935) и Эдуард (род. 1937);
Дочь: Витошкина (Шмидт) Октябрина (1930-2017);
Дочь от второго брака: Витошкина (Соколова) Алиса (род. 1943).
Внуки: Шмидт Владимир Юрьевич; Шмидт Наталья Юрьевна
Правнуки: Шмидт Антон Владимирович (род. 1981);
Правправнуки: Шмидт Даниил Антонович (род.2009); Шмидт Эрик Антонович (род.2011).

## Награды
- Орден Ленина (21.02.1945);
- Три ордена Красного Знамени (03.11.1944, 06.11.1947, 24.06.1948);
- Медали.